# Amenorrea
La amenorrea es la ausencia de la menstruación porque nunca comenzó o porque se interrumpió posteriormente. Puede ser normal (fisiológica) o ser indicativo de enfermedad (patológica). En este último caso, la amenorrea no es el diagnóstico, sino que es un síntoma de una enfermedad anatómica, genética o neuroendocrina.

## Clasificación
Según el periodo de instauración y su fisiopatología se clasifican en tres grupos.
- Amenorrea fisiológica.
- Amenorrea primaria.
- Amenorrea secundaria.

### Amenorrea fisiológica
La falta de la menstruación es fisiológica:
- Antes de la pubertad: la menarquia (primera menstruación) suele tener lugar entre los 10 y 14 años.
- En el embarazo: la amenorrea siempre está presente en el embarazo. Por ello, en una mujer joven, hasta entonces bien menstruada, con amenorrea de pocos meses y que mantiene relaciones sexuales sin practicar la anticoncepción debe considerarse el embarazo como posible causa etiológica.
- En la lactancia materna: la amenorrea que se produce durante la lactancia es de origen hipotálamo-hipofisario y es de duración variable. El endometrio no crece ni se desarrolla debido a una disminución en la producción de estrógenos y progesterona. Esto se debe a que junto a la liberación de prolactina hay una disminución de la liberación de gonadotropinas no se produce la maduración de los folículos ováricos.
- Posterior a la menopausia que se presenta normalmente entre los 45 y 55 años. Se debe a que el ovario pierde funcionalidad. Comienza a darse cuando la secreción hormonal deja de ser rítmica.

### Amenorrea primaria
Se considera amenorrea primaria a todos los casos en que la menarquia no haya tenido lugar antes de los 16 años (el 97 % de las mujeres tienen la menarquia antes de los 15 años y medio) o antes de los 14 años si no tiene caracteres sexuales secundarios.
La amenorrea primaria se presenta cuando hay una alteración en el funcionamiento normal de los ovarios y se manifiesta por retraso en la menarquia, o sea en la primera menstruación, existiendo aparición de los caracteres sexuales secundarios, que son el brote de vello púbico y axilas, desarrollo de las mamas o pechos y falta de definición en la estructura corporal femenina, como cintura, caderas.
Esto se origina por la falta de producción de hormonas como la progesterona, estrógenos, andrógenos y corticoides o por la presencia de quistes en los ovarios. También puede ser ocasionada por el desarrollo anormal del útero y la vagina o por la presencia de un himen no perforado y muy cerrado, que dificulte la eliminación del flujo sanguíneo.

### Amenorrea secundaria
Se define clásicamente amenorrea secundaria, como la ausencia de menstruación durante tres meses o más en mujeres que previamente han menstruado, sin embargo, para efectos de diagnóstico y tratamiento esta clasificación no es muy útil.

## Etiología
En la mujer en edad reproductiva las dos principales causas de amenorrea son el embarazo y la lactancia.
Las causas patológicas de la amenorrea son diversas. Cualquier alteración en los órganos que regulan la menstruación (Sistema nervioso central, hipotálamo, hipófisis, ovarios, útero, vagina) puede conducir a la ausencia de regla.
La amenorrea, ya sea primaria o secundaria, es un síntoma que indica alguna anormalidad anatómica, genética o neuroendocrina. Las causas se pueden caracterizar en dos grandes grupos:
- Anormalidades anatómicas de los órganos genitales.
- Anormalidades en la función endocrina.[2]

### Anormalidades anatómicas
Pueden ser genéticas o adquiridas.

#### Himen imperforado
Que el himen permanezca imperforado es poco frecuente. Pese a ello, los genitales internos mantienen la normalidad.
Hay hematocolpos (retención de la menstruación en la vagina) que si no se trata puede evolucionar a hematometra (retención también en útero). Mediante el tacto rectoabdominal, se delimita una masa que se corresponde con la sangre acumulada en vagina y útero. El himen puede tener un tono azulado, además la mujer refiere dolores mensuales (coincidentes con la descamación de la menstruación).

#### Agenesia de vagina

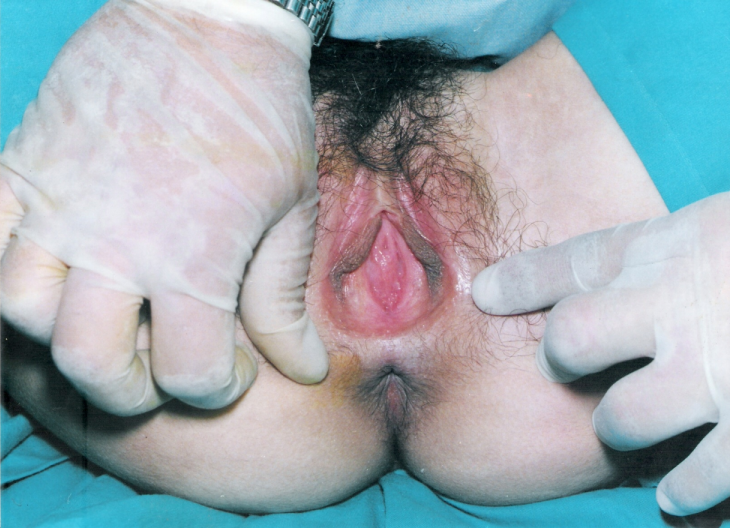
Agenesia de vagina en Síndrome de Rokitansky-Küster-Hauser.

La agenesia de vagina puede ser total o parcial. Cuando se asocia a un útero rudimentario constituye el Síndrome de Rokitansky-Küster-Hauser, que se caracteriza por:
- Caracteres sexuales femeninos secundarios normales.
- Cariotipo 46 XX (normal).
- Agenesia total o parcial de vagina.
- Útero rudimentario no canalizado.
- Malformaciones renales y esqueléticas frecuentes.

#### Disgenesia gonadal
Se puede distinguir entre la disgenesia gonadal (defectuosa formación de los ovarios con ausencia de folículos ováricos) originada por:
Síndrome de Turner, que cursa con enanismo e infantilismo sexual además de malformaciones extragenitales,
- El cariotipo puede ser 45 X0, 46 XX o mosaicos.
- Ausencia de células germinales en las gónadas.
- Genitales externos femeninos pero infantiles.
- Genitales internos femeninos e hipoplásicos.
- Las gonadotrofinas aparecen elevadas.

Síndrome de Swyer, disgenesia gonadal pura, en la que no hay ni malformaciones ni enanismo, se produce por la deleción del brazo corto del cromosoma Y, incluyendo al gen SRY (o mutaciones puntuales en el mismo).
- El cariotipo es 46 XY, el cromosoma Y no se expresa.
- Fenotipo femenino.
- Hipoplasia gonadal sin células germinales.
- Son frecuentes los cánceres de ovario (30 %) especialmente el gonadoblastoma.

#### Síndrome de insensibilidad a los andrógenos (SIA)

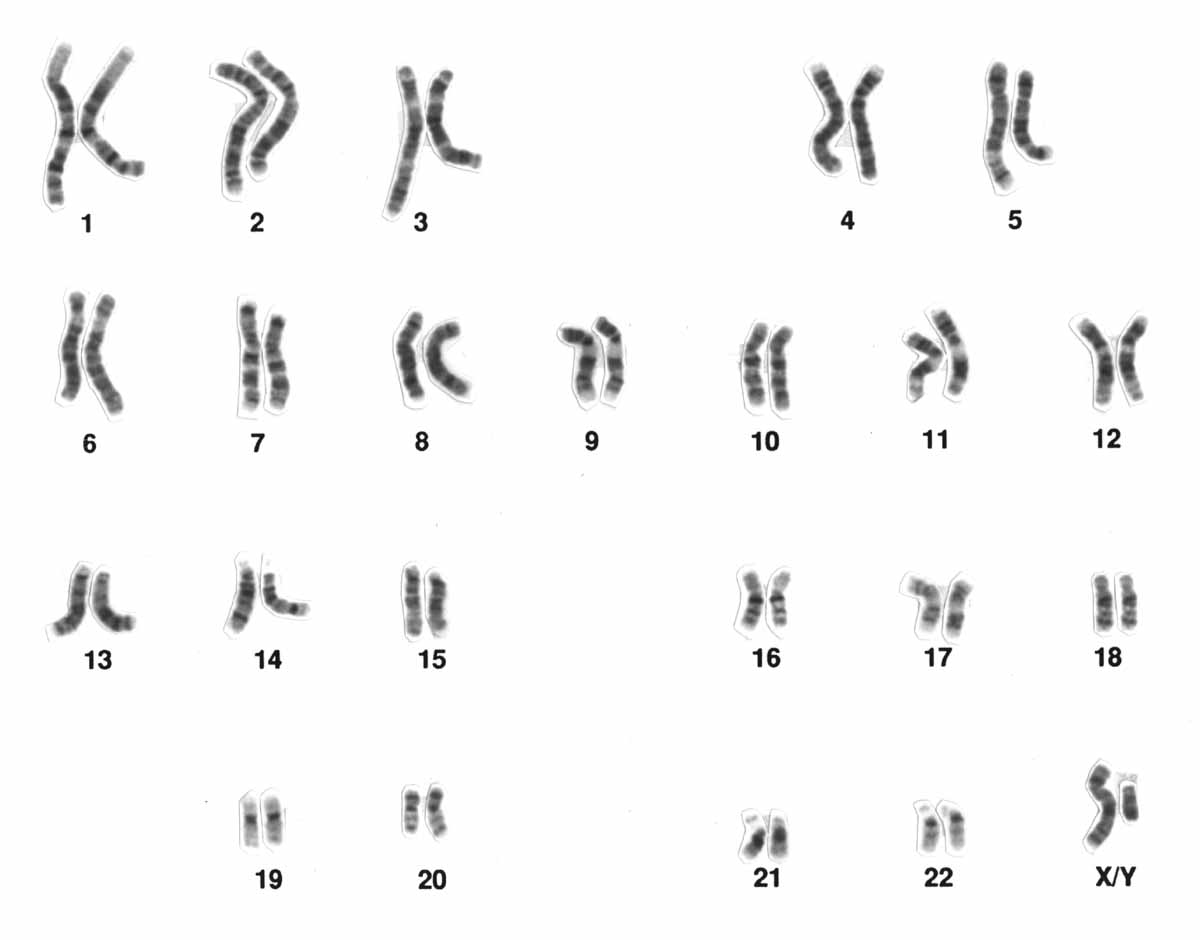
En el SIA el cariotipo es 46 XY (masculino).

El Síndrome de insensibilidad a los andrógenos o SIA, pseudohermafroditismo masculino, feminización testicular o Síndrome de Morris, Se caracteriza por:
- Cariotipo 46 XY (masculino).
- Caracteres sexuales femeninos secundarios normales. Las mamas están bien desarrolladas pero no existe vello en axilas y pubis.
- La vagina es ciega. No se continúa con el útero pues este no existe habitualmente.
- Las gónadas son testículos de histología normal aunque suelen ser intrabdominales.
- Los niveles de testosterona son similares a los del hombre, pero hay un déficit en los receptores intranucleares androgénicos, lo que impide la actuación de los andrógenos.

#### Hiperplasia suprarrenal congénita
En la hiperplasia suprarrenal congénita, seudohermafroditismo femenino o síndrome adrenogenital hay un déficit congénito de la enzima 17 y/o 21-hidroxilasa en la glándula suprarrenal que desencadena un fallo en la síntesis de cortisol. El defecto de cortisona hace que aumente la secreción de ACTH, que al estimular la corteza hace que se produzcan grandes cantidades de andrógenos. Son característicos del cuadro los siguientes datos:
- Cariotipo 46 XX (femenino).
- Fenotipo de aspecto masculino.
- Genitales externos virilizados con clítoris hipertrofiado.
- Vagina normal con presencia de útero y anejos.
- Existen niveles elevados de 17-cetoesteroides, mientras que las gonadotrofinas están bajas.

#### Amenorreas de origen uterino

Aparato reproductor femenino, vista frontal.

La destrucción irreversible del endometrio origina amenorrea secundaria. La destrucción del endometrio puede haberse producido por diversos motivos; por radiación, infecciones, cauterizaciones o legrados mal realizados.
El Síndrome de Asherman, la formación de adherencias o sinequias entre las paredes uterinas, puede originarse como resultado de estos procesos destructivos (legrado).
Otra posibilidad, además de la destrucción del endometrio es la obliteración total o parcial del cuello uterino. La estenosis y posterior obliteración del endocérvix puede deberse a la conización, la amputación o las cauterizaciones del cuello uterino.

### Anormalidades en la función endocrina

#### Insuficiencia ovárica primaria
Su principal característica, y la que mejor diferencia a la insuficiencia ovárica primaria de la secundaria es la elevación de las gonadotrofinas.
En este cuadro la regla aparece para, después de un periodo variable, ir desapareciendo, dando una oligomenorrea que más tarde termina en amenorrea. Hay un déficit de estrógenos y un aumento de gonadotrofinas. A todo esto acompañan los síntomas propios de la menopausia.
Debido a esto, no son extrañas las referencias al cuadro como menopausia precoz o fallo ovárico prematuro. Se comienza a hablar de menopausia precoz cuando esta se da antes de los 35-40 años (no existe un consenso claro).
Si la pérdida fuera muy rápida pueden llegar a originar amenorreas primarias e incluso déficit en el desarrollo de los caracteres sexuales secundarios.
La etiología de la insuficiencia ovárica primaria es desconocida. Se clasifica según exista o no dotación folicular.

##### Insuficiencia ovárica precoz con dotación folicular

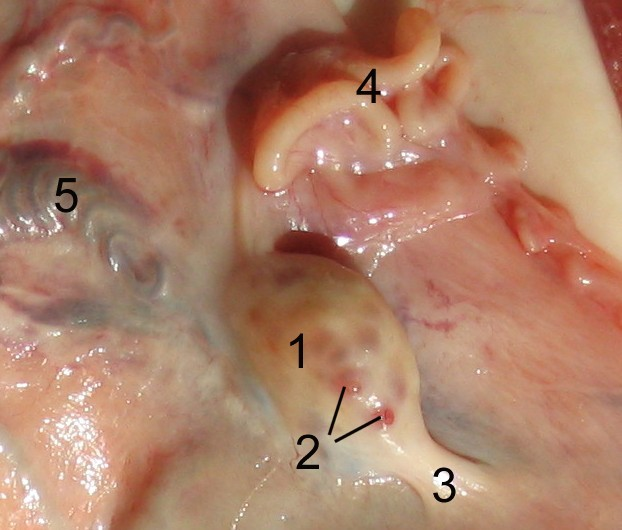
1.Ovario; 2.Folículo terciario; 3.Ligamento propio del ovario; 4.Trompa de Falopio; 5.Arteria y vena ováricas.

En este caso, los ovarios contienen muchos folículos primordiales, esto hace que algunos médicos lo consideren una falsa menopausia precoz. Los niveles de gonadotrofinas están elevados. Comprende a:
- Síndrome de Savage: El Síndrome de Savage o Síndrome de resistencia ovárica a las gonadotrofinas se caracteriza por la existencia de folículos primordiales, con ausencia de folículos en desarrollo, sin que exista, en la mayoría de los casos, signos que indiquen enfermedad autoinmune.

Los folículos no son sensibles a las gonadotrofinas, ni endógenas (por ello aparecen elevadas) ni exógenas.
- Ooforitis autoinmune: En la ooforitis autoinmune la insuficiencia ovárica se debe a la existencia de anticuerpos circulantes contra células de la granulosa, antiovocitos o anticélulas tecales.

Se observan folículos en desarrollo, cuerpos lúteos y atrésicos rodeados de infiltrado linfocitario y células plasmáticas.
Aunque en un 20 % de casos se detectan anticuerpos antiováricos, sólo en el 3 % se asocian a un síndrome pluriglandular. Las enfermedades autoinmunes que más frecuentemente se asocian a la oofaritis autoinmune son: tiroiditis de Hashimoto, enfermedad de Graves, enfermedad de Addison, hipoparatiroidismo, miastenia gravis, diabetes mellitus, lupus eritematoso, púrpura trombocitoénica idiopática, anemia perniciosa y anemia hemolítica entre otras.

##### Insuficiencia ovárica precoz sin dotación folicular
Puede deberse a múltiples razones; alteraciones cromosómicas, yatrogenia, infecciones, alteraciones metabólicas, alteraciones familiares o idiopáticas.

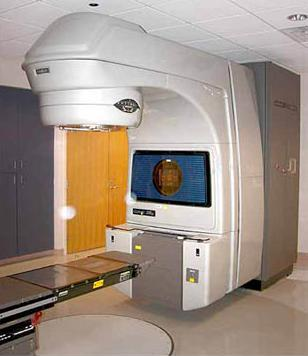
Acelerador lineal usado en radioterapia. La radioterapia puede causar menopausia precoz.

1. Alteraciones cromosómicas: la normalidad del cromosoma X es fundamental para el correcto desarrollo y maduración de las células germinales. Por ello, cualquier alteración, numérica o estructural, de este cromosoma alterará también la dotación folicular. Algunas alteraciones cromosómicas asociadas a la menopausia precoz son:
- Cariotipo 45 X: Suele producir amenorrea primaria, aunque también ha habido casos de menopausia precoz.
- Mosaicos: Sobre todo 45 X / 46 XX.
- Disgenesia gonadal pura.
- Cariotipo 47 XXX.
- Deleción del cromosoma X.
- Cromosoma X en anillo.

2. Yatrogenia: En ocasiones la menopausia precoz puede ser el resultado de algún acto médico:
- Ovariectomía bilateral.
- Radioterapia.
- Quimioterapia.

Tanto en la quimioterapia como en la radioterapia si la dosis no ha sido excesivamente alta la menopausia precoz puede ser transitoria.
3. Infecciones: Infecciones como la parotiditis al afectar a los ovarios podría inducir la menopausia precoz.
4. Alteraciones metabólicas: En la galactosemia la galactosa o alguno de sus metabolitos podría dañar el ovario o alterar las gonadotrofinas.
5. Alteraciones familiares: Existen familias propensas a la menopausia precoz sin que se haya detectado en sus cariotipos alteración alguna.
6. Idiopáticas: Son aquellos cuadros de menopausia precoz que actualmente debido a la limitación los medios no se puede detectar el origen de la patología.

#### Tumores de ovario
Algunos tumores producen hormonas androgénicas, que pueden dar lugar a la instauración de una amenorrea secundaria; son el androblastoma, tumores de células lipoideas y tumores con estroma funcionante. También existen casos de amenorrea inducida por tumores de la granulosa y de la teca, pero es infrecuente.

#### Síndrome del ovario poliquístico
En el síndrome del ovario poliquístico o síndrome de Stein-Leventhal también se da amenorrea, aunque se desconoce si el origen de la misma es ovárico o central (hipotálamo-hipofisario).

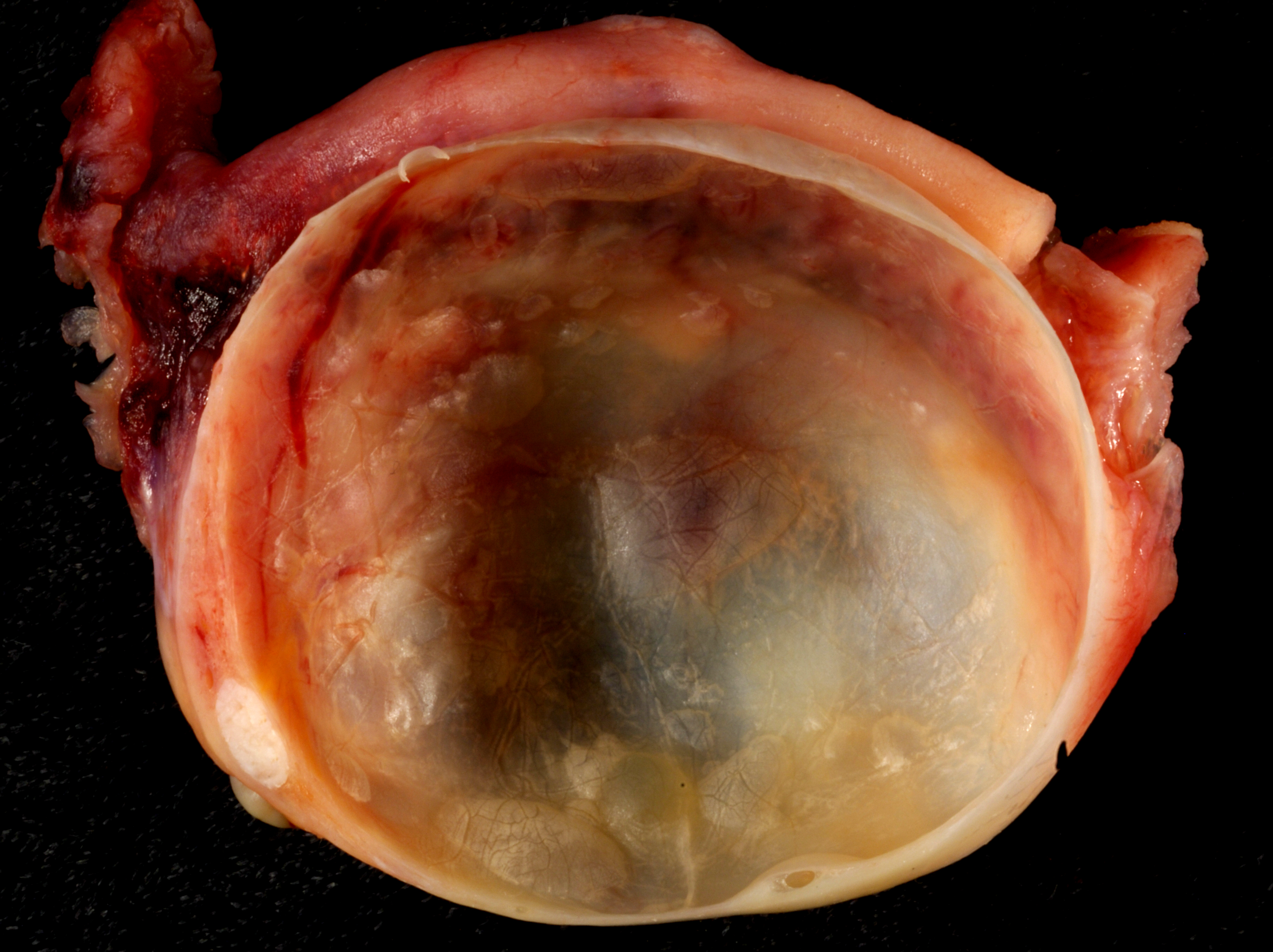
Los quistes ováricos pueden originar una amenorrea secundaria.

#### Lesiones ováricas
La amenorrea puede ser secundaria a diversas lesiones del ovario como quistes foliculares o quistes luteínicos que producen amenorrea secundaria.

#### Amenorreas de origen hipofisario
Destacan dos causas de amenorrea dependiente de la hipófisis; tumores hipofisarios y el síndrome de la silla vacía.

##### Tumores de hipófisis
La mayoría de los tumores hipofisarios que causan amenorrea son benignos. Son raros los tumores malignos como causa etiológica de la amenorrea.

###### Prolactinoma
El prolactinoma es el tumor hipofisario que más frecuentemente produce amenorrea (el 7,5 % de las amenorreas secundarias se deben a este tumor).
Se calcula que al menos un tercio de las mujeres que padecen amenorrea de causa desconocida presentan la prolactina elevada. Aunque de ellas sólo el 33 % presenta galactorrea. La tercera parte de mujeres con amenorrea presentarán un adenoma hipofisario. Si además de amenorrea la mujer refiere galactorrea las posibilidades de presentar anormalidades en la silla turca llega al 50 %.
La elevación de los niveles de prolactina no se da siempre, ya que puede existir un tumor hipofisario y que los niveles de prolactina permanezcan normales. No obstante, si los niveles de prolactina están muy elevados, siempre habrá amenorrea, que podrá acompañarse o no de galactorrea. Sin embargo en el 33 % de los casos presentan galactorrea sin que se llegue a instaurar la amenorrea.
Se cree que la prolactina en altos niveles es capaz de inhibir la secreción pulsátil de la GnRH mediante el incremento de los opiáceos endógenos. Esta inhibición conduce a la amenorrea.

##### Otros tumores
Otros tumores hipofisarios que no sean el prolactinoma también pueden producir amenorrea.
Los tumores productores de ACTH desencadenan el Síndrome de Cushing la producen. Del mismo modo que los tumores productores de hormona del crecimiento, que además de la amenorrea producen la acromegalia. El craneofaringioma también puede producir amenorrea.
En ocasiones la amenorrea puede ser el primer síntoma de un tumor hipofisario. Aunque la mayoría sean benignos, si se extienden pueden llegar a comprimir el quiasma óptico y originar problemas en la visión. Por lo que es una opción que siempre debe tenerse en cuenta en el diagnóstico.

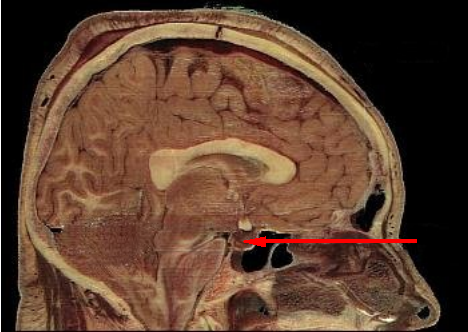
Los tumores de la hipófisis (flecha roja) pueden ser responsables de la amenorrea.

##### Síndrome de la silla turca vacía
En el síndrome de la silla vacía la silla turca no se cierra completamente, por lo que el espacio subaracnoideo penetra en el espacio hipofisario desplazando a la hipófisis y separándola del hipotálamo. La imagen radiológica de este síndrome puede asemejarse a un tumor.
El 4-16 % de mujeres con la prolactina elevada, amenorrea y galactorrea presentan silla vacía. Esto puede deberse a que el tumor quede infartado. Se aconsejan controles anuales de determinación de prolactina y mediante la TAC.

#### Amenorreas de origen hipotalámico
Son aquellas amenorreas que se producen tras la estimulación con estrógenos y gestágenos. No hay galactorrea, la prolactina permanece normal, las gonadotrofinas hipofisarias descienden o son normales, la silla turca también es normal.
Son las amenorreas hipogonadotróficas más frecuentes. Se deben a una pérdida de la secreción pulsátil de la GnRH por debajo de la normalidad. Existen diversos tipos:

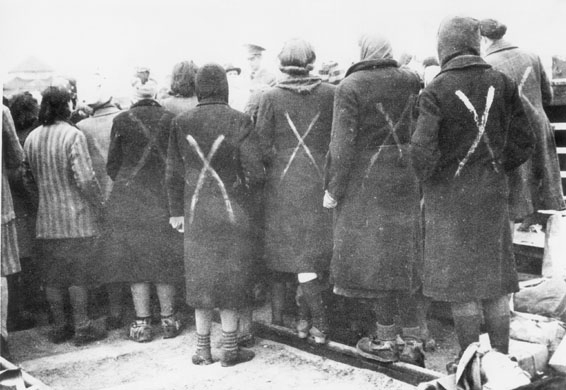
La angustia y el estrés unidos a la desnutrición en los campos de concentración hacía que las mujeres perdieran su menstruación.

- Psíquica: Desde la angustia hasta los problemas económicos, psíquicos, sexuales... pueden terminar por producir amenorrea. Se libera CRH que inhibe la secreción de gonadotrofinas por aumento de la secreción de opiáceos endógenos.[16] En el 72 % de los casos la menstruación reaparece espontáneamente.[17]

- Desnutrición: Puede producirse tanto por una dieta muy rigurosa como por anorexia nerviosa. Hay un descenso tanto de FSH como de LH, es una amenorrea hipogonadotropa. El aumento de peso restablece la secreción pulsátil de las gonadotrofinas.[15]

- Obesidad: En este caso la amenorrea se puede asociar a anovulación. No es una amenorrea hipogonadotrófica, a no ser que existan factores psíquicos.

- Ejercicio: Las mujeres que practican deporte en la alta competición así como las bailarinas están sometidas a mucha presión, además de someterse a una gran pérdida de grasa corporal, esto produce frecuentes alteraciones en su ciclo menstrual.[18] Se produce un aumento de prolactina, hormona del crecimiento, testosterona, ACTH, esteroides adrenales y endorfinas, junto con un descenso de las gonadotrofinas, motivado probablemente por un aumento de los opiáceos endógenos.[19]

- Lesiones hipotalámicas: Distintos tipos de lesiones producen amenorrea; las gomas, tuberculomas, hidrocefalia, aneurismas de la carótida interna, meningitis, traumatismos... En la mujer destaca además entre las lesiones del hipotálamo el síndrome de Seehan en el que a consecuencia de una isquemia o infarto motivado por la hemorragia durante el parto se produce una insuficiencia total del eje hipotálamo-hipofisario.[15]

- Defectos genéticos: Son muy infrecuentes. La amenorrea aparece en el síndrome de Laurence-Moon-Biedl aunque el cuadro es tan grave que pasa desapercibida frecuentemente.

- Yatrogénica por anticonceptivos: Se debe a la inhibición que producen sobre el hipotálamo, disminuyendo consecuentemente la producción de gonadotrofinas.

- Distrofia olfativogenital: En la distrofia olfativogenital o síndrome de Kallman hay una atrofia de la corteza olfatoria junto con infantilismo sexual, el cariotipo es femenino normal. Hay anosmia, amenorrea primaria y falta de desarrollo de los caracteres sexuales secundarios. El ovario responde al estímulo de gonadotrofinas externas (las endógenas están disminuidas).[20]

#### Amenorreas de origen suprarrenal
Las alteraciones de la función suprarrenal pueden producir una disregulación neurohormonal del ciclo menstrual y llevar a amenorrea.
Pueden producirse amenorreas primarias en el caso del síndrome adrenogenital congénito o de la hiperplasia congénita de la suprarrenal. Las amenorreas secundarias se instaurarán si la alteración se produce en edades más avanzadas, este es el caso de la hiperfunción suprarrenal.
La amenorrea se produce porque el exceso de andrógenos suprarrenales producidos inhibir la producción de gonadotrofinas, llegando en ocasiones incluso a producir la virilización de la mujer.
La hiperfunción suprarrenal puede ser también la causa de un síndrome de Cushing. En este caso los 17-hidroxicorticoides están aumentados (a veces también los 17-cetosteroides).
En ocasiones, se debe a la aparición de un tumor productor de ACTH. Esto sucede en el síndrome de la ACTH ectópica en el que distintos tumores (carcinoma bronquial con metástasis pulmonar, tumor de esófago, hígado, mediastino, páncreas, ovario y médula ósea) pueden producir la ACTH.
En la enfermedad de Addison o hipofunción suprarrenal entre sus síntomas característicos a veces puede aparecer también la amenorrea.

#### Amenorreas de origen tiroideo
Cualquier alteración de la función tiroidea puede producir alteraciones menstruales que van desde la hipermenorrea pasando por la oligomenorrea hasta la amenorrea.

### Otras causas
La enfermedad celíaca (EC) no diagnosticada ni tratada es una causa poco conocida de amenorrea.
Es frecuente que la EC no produzca síntomas digestivos o estos sean muy leves, pero sí que aparezcan diversos síntomas no gastrointestinales. Esto hace que pase sin reconocer ni diagnosticar en la mayoría de los casos, lo que implica un riesgo de complicaciones a largo plazo. Entre los posibles síntomas no clásicos de la EC se encuentran diversos trastornos relacionados con la fertilidad, como la amenorrea.
Los mecanismos por los que la EC provoca estos trastornos no están claros, si bien se han propuesto algunas hipótesis. Una posibilidad es el desarrollo de procesos autoinmunes, en los que el gluten generaría anticuerpos contra órganos y hormonas involucrados en el desarrollo puberal. Una segunda hipótesis sería la deficiencia de macro y/o micronutrientes, tales como hierro, ácido fólico y zinc. El riesgo se reduce de manera significativa cuando la EC es reconocida y tratada con la dieta libre de gluten.

## Tratamiento
Hay que tener en cuenta que en la mayoría de los casos la amenorrea no es más que un síntoma o un epifenómeno, por lo que su tratamiento dependerá del cuadro en cuyo contexto se produzca.

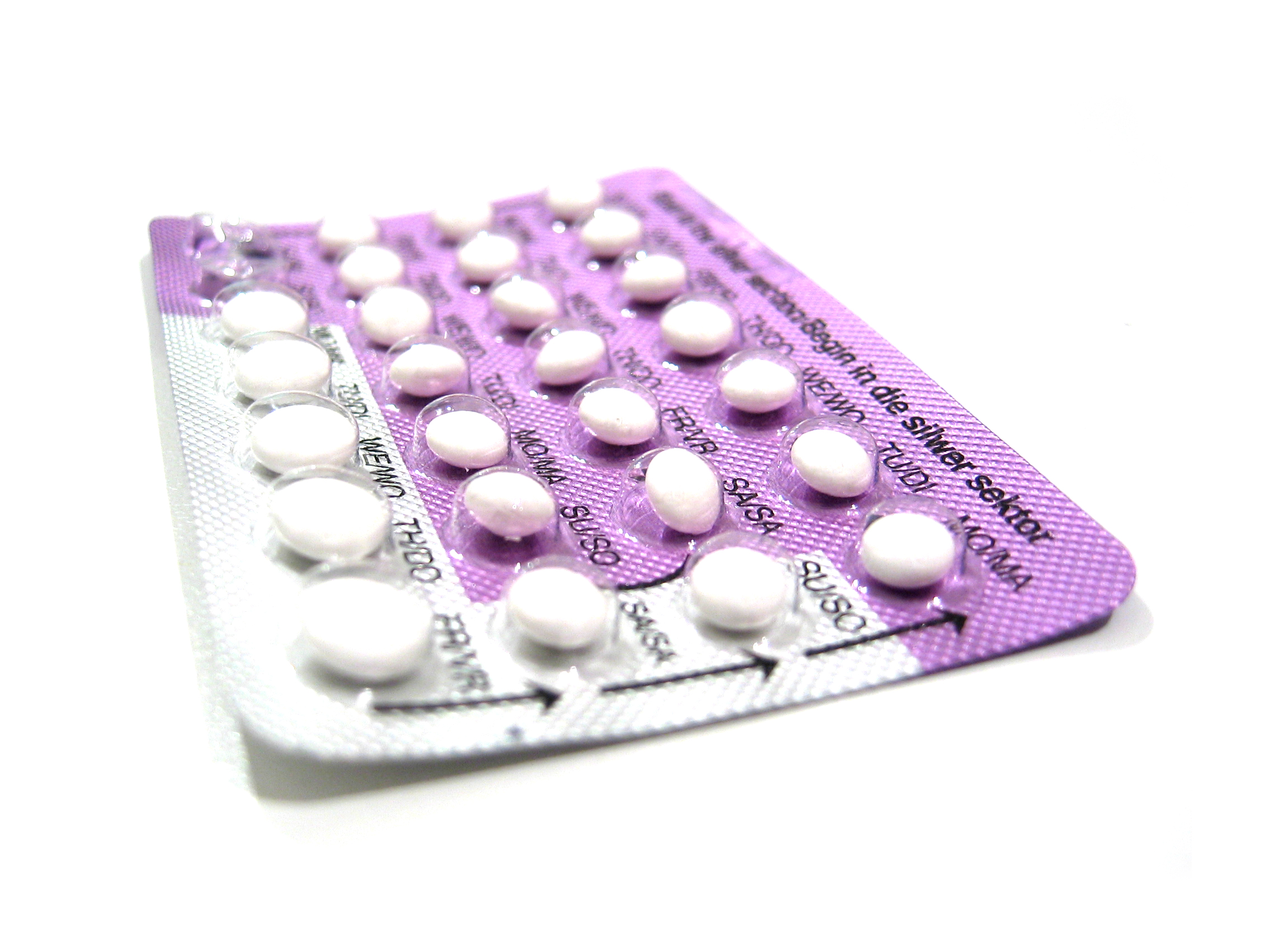
Los anticonceptivos orales previenen la hiperplasia o el carcinoma endometrial en casos de sobreexposición a estrógenos.

### Déficit o disfunción del eje hipotálamo-hipofisario
En aquellos casos en que se dé amenorrea en pacientes que desean tener hijos y se objetiva además la falta persistente de ovulación la terapia más eficaz es la administración de análogos de la LHRH durante un corto período para después administrar FSH sintética.
En mujeres que no deseen tener descendencia se aconseja el uso de anticonceptivos orales para evitar la posibilidad de hiperplasia o carcinoma del endometrio por una exposición prolongada a estrógenos.

### Alteración uterina
En el síndrome de Asherman el tratamiento de las sinequias implica desbridamiento instrumental, a ser posible por histeroscopia, colocación de una sonda de Foley durante al menos 6 días y DIU, pudiendo además administrarse estrogenoterapia durante 2 ciclos.

### Prolactinoma

La bromocriptina constituye la base del tratamiento actual de las hiperprolactinemias.

El tratamiento médico se basa en agonistas dopaminérgicos como la bromocriptina, la cabergolina y la quinagolida (la pergolida también ha demostrado cierta utilidad).
Los agonistas dopaminérgicos son la primera opción terapéutica tanto en las hiperprolactinemias idiopáticas como en las de causa tumoral (prolactinoma). Los agonistas se unen y estimulan los receptores D2 de la célula lactotropa normal y de la adenomatosa. Consiguen restaurar la función gonadal en el 90 % de los casos, además de reducir el volumen tumoral en un 70-80 %.
Se habla de resistencia terapéutica en los pacientes que pese al tratamiento no se reducen ni los niveles de prolactina ni el volumen tumoral, representan entre el 10 % y el 20 % de los tratados.
Si la mujer desea tener descendencia, la bromocriptina será siempre la opción inicial, dada su amplia experiencia de inocuidad durante el uso accidental en el embarazo. Sin embargo, la cabergolina, debido a sus menores efectos secundarios, comienza a ser cada vez más usada.
El tratamiento quirúrgico es otra posibilidad en casos de adenomas con desarrollo suprasellar o intrasellares macroscópicos en pacientes que desean la gestación. Si existe expansión suprasellar se abordará por vía transesfenoidal o subfrontal. Las complicaciones quirúrgicas son raras (diabetes insípida, fugas de líquido cefalorraquídeo, infecciones).
La radioterapia es la última opción, se reserva para casos en los que fracase la cirugía como en adenomas gigantes con expansión voluminosa o en adenomas invasivos.